# Subbaraman Vijayalakshmi
Subbaraman Vijayalakshmi (ur. 25 marca 1979 w Nowym Delhi) – indyjska szachistka, arcymistrzyni od 2001, posiadaczka męskiego tytułu mistrza międzynarodowego od 2001 roku.

## Kariera szachowa
W latach 1990–1998 wielokrotnie reprezentowała Indie na mistrzostwach świata juniorek w różnych kategoriach wiekowych (najlepszy wynik: Kalkuta 1998, VI m. na MŚ do 20 lat). W 1995 r. zdobyła pierwszy w karierze tytuł mistrzyni kraju (kolejne w latach 1998, 1999, 2000, 2001, 2002) oraz podzieliła II m. (za Bagyashree Thipsay) w turnieju strefowym, rozegranym w Madrasie. W 2000 r. otrzymała nagrodę Arjuna Award. W 2001 r. zdobyła w Madrasie tytuł wicemistrzyni Azji, w 2002 r. wystąpiła w rozegranym w Hajdarabadzie turnieju o Puchar Świata, natomiast w 2003 r. podzieliła II m. (za Nguyễn Anh Dũngiem, wspólnie z Rustamem Kasimdżanowem, Dibyendu Baruą, Jewgienijem Władimirowem  i Saidalim Jułdaszewem w rozegranych w Bombaju mistrzostwach Wspólnoty Narodów. W 2005 r. podzieliła I m. (wspólnie z Almirą Skripczenko) w kołowym turnieju w Biel/Bienne oraz podzieliła III m. (za Arturem Koganem i Alberto Davidem, wspólnie z Murtasem Każgalejewem) w otwartych mistrzostwach Paryża. W 2006 r. podzieliła I m. (wspólnie z m.in. Tamaze, Gelaszwilim) w Atenach, natomiast w 2007 r. samodzielnie zwyciężyła w Cutro (wyprzedzając m.in. Milana Draśko, Arkadija Rotsteina, Jewgienija Agresta i Stefana Djuricia).
Trzykrotnie startowała w pucharowych turniejach o mistrzostwo świata: w 2000 r. w Nowym Delhi przegrała w I rundzie z Niiną Koskelą, w 2001 r. w Moskwie przegrała w I rundzie z Joanną Dworakowską, natomiast w 2006 r. w Jekaterynburgu w dwóch pierwszych rundach wyeliminowała Irinę Berezinę i Lelę Dżawachiszwili, ale w III rundzie uległa Swietłanie Matwiejewej i odpadła z dalszej rywalizacji.
W latach 1998–2004 czterokrotnie (w tym 3 razy na I szachownicy) reprezentowała narodowe barwy na szachowych olimpiadach, dwukrotnie (2000, 2002) zdobywając srebrne medale za indywidualne wyniki na I szachownicy. Jest również dwukrotną brązową medalistką drużynowych mistrzostw Azji (1999, 2003).
Najwyższy ranking w dotychczasowej karierze osiągnęła 1 października 2005 r., z wynikiem 2485 punktów zajmowała wówczas 13. miejsce na światowej liście FIDE, jednocześnie zajmując 2. miejsce (za Humpy Koneru) wśród indyjskich szachistek.